# 漢(マスラオ)〜卓球道2〜
『漢(マスラオ)〜卓球道2〜』（マスラオ〜たっきゅうどう2〜）は、すわひでおの2枚目のアルバム。2004年3月24日にKONAMIから発売された。スワヒリ語を連発する「スワヒリGO!!」や、夢見ることの大切さを訴える「全力」などを収録している。

## 収録曲
1. スワヒリGO!!
2. クラクラババン
3. Sabrina
4. ピッタリなのにお預かり?
5. Train
6. ジャン ジャン ジャン
7. Shake-Hand Racket
8. 全力
9. School Life
10. オー·エス
11. 漢<マスラオ>たちのララバイ
12. ホップ!スキップ!ジャンプ!